# Mount Touring Club
Mount Touring Club (französisch Sommet du Touring Club) ist ein kleiner und schneebedeckter Berg an der Graham-Küste des Grahamlands auf der Antarktischen Halbinsel. Er ragt nahe dem Ende eines Gebirgskamms auf, der sich vom Mount Peary in südwestlicher Richtung erstreckt.
Teilnehmer der Fünften Französischen Antarktisexpedition (1908–1910) unter der Leitung des Polarforschers Jean-Baptiste Charcot entdeckten und benannten ihn. Namensgeber ist ein Erkundungsteam, das bei dieser Forschungsreise für die Kartierung dieses Gebiets entlang der Südseite des Bergs marschiert war. Das Advisory Committee on Antarctic Names übertrug die französische Benennung 1950 ins Englische.